# LMO4
LMO4 (англ. LIM domain only 4) – білок, який кодується однойменним геном, розташованим у людей на короткому плечі 1-ї хромосоми. Довжина поліпептидного ланцюга білка становить 165 амінокислот, а молекулярна маса — 17 994.
| 10         |  | 20         |  | 30         |  | 40         |  | 50         |
| ---------- |  | ---------- |  | ---------- |  | ---------- |  | ---------- |
| MVNPGSSSQP |  | PPVTAGSLSW |  | KRCAGCGGKI |  | ADRFLLYAMD |  | SYWHSRCLKC |
| SCCQAQLGDI |  | GTSCYTKSGM |  | ILCRNDYIRL |  | FGNSGACSAC |  | GQSIPASELV |
| MRAQGNVYHL |  | KCFTCSTCRN |  | RLVPGDRFHY |  | INGSLFCEHD |  | RPTALINGHL |
| NSLQSNPLLP |  | DQKVC      |  |            |  |            |  |            |

A: Аланін

C: Цистеїн

D: Аспарагінова кислота

E: Глутамінова кислота

F: Фенілаланін

G: Гліцин

H: Гістидин

I: Ізолейцин

K: Лізин

L: Лейцин

M: Метіонін

N: Аспарагін

P: Пролін

Q: Глутамін

R: Аргінін

S: Серин

T: Треонін

V: Валін

W: Триптофан

LMO4 є членом сімейства LIM-only білків. Цистеїн насичений білок, містить два LIM-домени, що взаємодіють одночасно з двома або більше білками, які зв'язуються з ДНК. Задіяний у таких біологічних процесах як транскрипція, регуляція транскрипції. Білок має сайт для зв'язування з іонами металів, іоном цинку. LMO4 є найбільш дивергентним членом сімейства LMO. Ген, що кодує LMO4, експресується порівняно ширше, і, відповідно, має більшу кількість білків з якими може взаємодіяти. Білки, з якими може взаємодіяти LMO4, включають LDB1, LDB2, LDB3, GATA6, RBBP8, NEUROG2, ESR1, NEO1, PTP1B, BMP7, DEAF1, HDAC1, HDAC2, MTA1.

## Експресія гену
Експресія гену LMO4 під час ембріогенезу переважно спостерігається в клітинах нервового гребня, дорсальної параксіальної мезодерми, мотонейронах медіальної колони, передній частині гіпофізу, прогеніторах клітин Шванна. LMO4 також експресується в волосяних фолікулах епідерміса, проліферуючих нейроепітеліальних клітинах, шарі клітин Пуркіньє мозочку, м’язових сенсорних нейронах та Т-клітинах.
В постнатальному розвитку спостерігається високий рівень експресії LMO4 в головному мозку, тимусі, серці, шкірі, легенях, печінці, селезінці та в лобулоальвеолярних клітинах молочної залози під час вагітності.

## Функції
LMO4 має широкий спектр функцій, задіяний в ряді фізіологічних та патофізіологічних процесів. Під час ембріогенезу мишей LMO4 задіяний в процесах закриття нервової трубки під час гаструляції, формування передньо-задньої вісі, розвитку внутрішнього вуха, у розвитку нервової системи та детермінації статі.
В дорослих мишей даний ген асоціюється з процесами формування пам’яті, навчання, секреції інсуліну та чутливості до нього, адипогенезом та регуляцією клітинного циклу.

###### Розвиток нервової системи
Експресія LMO4 є необхідною для розвитку центральної нервової системи. Під час ембріонального розвитку, LMO4 експресується в нейроепітеліальних клітинах, що діляться. LMO4 є необхідними для належного закриття передньої частини нервової трубки. За відсутності LMO4, рух та проліферація клітин вентрального нейрального епітелію та наступне злиття дорсальних кінців нервової трубки не спостерігається. LMO4 також відіграє роль в забезпеченні проліферації та виживання нейроепітеліальних клітин в ростральному кінці нервової трубці. Мутантні миші за геном LMO4 помирають ембріонально, з наявною екзенцефалією, яка пов’язана з аномальними паттернами проліферації клітин та високим рівнем апоптозу серед нейроепітеліоцитів.
Функція LMO4 в формуванні передньо-задньої вісі забезпечується особливостями експресії гену, що його кодує. На відмінну від інших транкрипційних факторів, експресія яких переважно відбувається за градієнтом, експресія LMO4 має регіон-специфічний характер та спостерігається лише в передній та задній ділянках кори мозку, проте не в медіальній частині. Існує припущення, що LMO4 взаємодіє з транскрипційними факторами, експресія котрих відбувається за градієнтом, і таким чином бере участь в визначенні форми та розміру кортикальних функціональних ділянок.

###### Детермінація статі
Було виявлено, що експресія LMO4 призводить до зниження рівня регуляторів раннього гонадогенезу (NR5A1) та активації сигнальних каскадів, що призводять до диференціювання гонад за чоловічим типом (SOX9, FGF9).

###### Формування скелету
LMO4 та його кофактор LDB1 залучені до регуляції експресії Hox-генів або транскрипційної активності їх продуктів шляхом прямої або опосередкованої взаємодії з ними. Наразі невідомо чи Hox транскрипційні фактори є мішенями LMO4, чи LMO4 є кофактором Hox.

###### Синаптична пластичність
LMO4 є важливим регулятором процесів Ca2+-індукованого вивільнення Са2+ (Ca2+-inducted Са2+ release, CICR) в нейронах головного мозку. Дана властивість обумовлена здатністю LMO4 до позитивної регуляції експресії ріанодинових рецепторів (RYR2) в нейронах гіпокампу. Було показано, що внаслідок недостатньої активності LMO4 в CA1 пірамідальних нейронах гіпокампу спостерігалося зменшення CICR-опосередкованого вивільнення глутамату, яке супроводжувалося порушенням довготривалої потенціації.

## Патофізіологія
Надлишкова експресія LMO4 спостерігається за раку молочної залози, підшлункової залози та недрібноклітинного раку легень, тоді як зниження експресії корелює з виникненням агресивної менінгіоми, гормон-чутливого метастатичного раку предміхурової залози та хвороби Альцгеймера.